# تيار استوائي عكسي

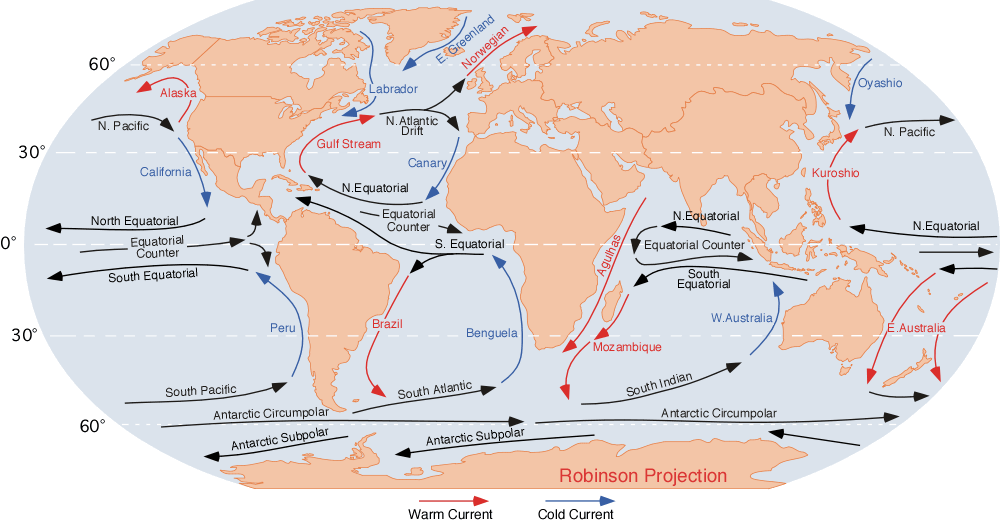

التيار الاستوائي العكسي (أو الرجعي) يمثل هذا التيار المائي جزءاً من المياه المتدفقة غرباً -حيث تيار الاستواء الجنوبي والشمالي-، المصطدمة بسواحل القارات الشرقية والتي ينعكس جزء منها لدي اصطدامها في حركة رجعية نحو الشرق (تيار غربي) على طول خط الاستواء بين منطقتي تتدفق مياه التيارين الاستوائيين الشمالي والجنوبي، والتي ينشأ عنها في المحيط الأطلسي الشرقي تيار غينيا الحار، أو كما يعرف أيضاً بتيار غانا الحار.